# Ogmoderidius aethiopicus
Ogmoderidius aethiopicus är en skalbaggsart som beskrevs av Stefan von Breuning 1958. Ogmoderidius aethiopicus ingår i släktet Ogmoderidius och familjen långhorningar. Inga underarter finns listade i Catalogue of Life.